# Jan Derek Sørensen
Jan Derek Sørensen (* 28. Dezember 1971 in Oslo) ist ein ehemaliger norwegischer Fußballspieler.

## Vereinskarriere
Sørensen spielte in der Jugend bei FK Bodø/Glimt und Lyn Oslo, für die er in der Tippeligaen debütierte. Im Sommer 1994 kehrte er zu Bodø/Glimt zurück. 1998 ging er zu Rosenborg Trondheim, wurde dreimal in Folge norwegischer Meister gewann 1999 den nationalen Pokal.
Im Januar 2001 wechselte Sørensen in die Bundesliga zu Borussia Dortmund. Vorausgegangen war dem Transfer ein monatelanger Streit mit dem TSV 1860 München. Sørensen hatte bei beiden Vereinen Verträge unterschrieben. Erst nach Zahlung einer Ablösesumme an die Münchner wurde der Streit beigelegt. In zwei Jahren in Dortmund kam der Außenstürmer auf 24 Bundesligapartien, ohne ein Tor zu erzielen. In der Saison 2001/02 wurde er mit der Mannschaft deutscher Meister. In derselben Saison trug er mit einem Treffer im Drittrunden-Rückspiel gegen den FC Kopenhagen auch zum Erreichen des UEFA-Pokalfinales bei. Im Finale selbst wurde er nicht eingesetzt.
Im Februar 2003 kehrte Sørensen nach Norwegen zurück zu Lyn Oslo, bei denen er einen Dreijahresvertrag unterschrieb. 2006 wechselte er zu Vålerenga IF und spielte dort bis Ende 2007. Anfang 2008 ging er zurück zum FK Bodø/Glimt. Zum Jahresende 2009 beendete er seine Karriere.

## Nationalmannschaft
Sørensen spielte seit seinem Debüt gegen Slowenien am 8. September 1999 21-mal für die norwegische Nationalmannschaft. An einem großen Turnier hat er nie teilgenommen. Zur EM 2000 wurde er nicht berufen. Sein letztes Länderspiel machte er am 9. Oktober 2004 im Qualifikationsspiel zur WM 2006 beim 1:0-Sieg gegen Schottland.

## Erfolge und Titel
- Norwegische Meisterschaft: Meister 1998, 1999 und 2000
- Norwegischer Fußballpokal: 1999
- Deutsche Meisterschaft: Meister 2002 (mit Borussia Dortmund)
- UEFA-Pokal: Finalist 2002 (mit Borussia Dortmund, ohne Einsatz)